# Alamcode (Thiruvananthapuram)
Alamcode es una ciudad censal situada en el distrito de Thiruvananthapuram en el estado de Kerala (India). Su población es de 14762 habitantes (2011). Se encuentra a 33 km de Thiruvananthapuram y a 36 km de Kollam.

## Demografía
Según el censo de 2011 la población de Alamcode era de 14762 habitantes, de los cuales 6768 eran hombres y 7994 eran mujeres. Alamcode tiene una tasa media de alfabetización del 94,47%, superior a la media estatal del 94%: la alfabetización masculina es del 96,56%, y la alfabetización femenina del 92,75%.